# Indische Cricket-Nationalmannschaft in Südafrika in der Saison 1992/93
Die Tour der indischen Cricket-Nationalmannschaft nach Südafrika in der Saison 1992/93 fand vom 13. November 1992 bis zum 6. Januar 1993 statt. Die internationale Cricket-Tour war Bestandteil der Internationalen Cricket-Saison 1992/93 und umfasste vier Tests und sieben ODIs. Südafrika gewann die Test-Serie 1–0, während die ODI-Serie 5–2.

## Vorgeschichte
Indien spielte zuvor eine Tour in Simbabwe, für Südafrika war es die erste Tour der Saison. Das letzte Aufeinandertreffen der beiden Mannschaften fand in der Saison 1991/92 in Indien statt. Die Tour war nach dem Apartheids-Bedingten Boykott Südafrikas die erste internationale Crickettour auf südafrikanischem Boden.

## Stadien
Die folgenden Stadien wurden für die Tour ausgewählt:
| Stadion                  | Stadt          | Kapazität | Spiele          |
| ------------------------ | -------------- | --------- | --------------- |
| Chevrolet Park           | Bloemfontein   | 20.000    | 5. ODI          |
| Centurion Park           | Centurion      | 22.000    | 3. ODI          |
| Sahara Stadium Kingsmead | Durban         | 25.000    | 1. Test; 6. ODI |
| Buffalo Park             | East London    | 20.000    | 7. ODI          |
| Wanderers Stadium        | Johannesburg   | 34.000    | 2. Test; 4. ODI |
| Newlands Cricket Ground  | Kapstadt       | 25.000    | 4. Test; 1. ODI |
| Sahara Oval St George’s  | Port Elizabeth | 19.000    | 3. Test; 2. ODI |

## Kaderlisten
Die Mannschaften benannten die folgenden Kader.
| Test | Test | ODI | ODI |
| Südafrika | Indien | Südafrika | Indien |
| --- | --- | --- | --- |
| - Kepler Wessels (K) - Daryll Cullinan - Jimmy Cook - Hansie Cronje - Allan Donald - Omar Henry - Andrew Hudson - Peter Kirsten - Craig Matthews - Brian McMillan - Meyrick Pringle - Jonty Rhodes - David Richardson (wk) - Brett Schultz | - Mohammad Azharuddin (K) - Pravin Amre - Kapil Dev - Ajay Jadeja - Anil Kumble - Sanjay Manjrekar - Kiran More (wk) - Manoj Prabhakar - Venkatapathy Raju - Woorkeri Raman - Ravi Shastri - Javagal Srinath - Sachin Tendulkar | - Kepler Wessels (K) - Dace Callaghan - Hansie Cronje - Allan Donald - Andrew Hudson - Peter Kirsten - Craig Matthews - Brian McMillan - Jonty Rhodes - David Richardson (wk) - Fanie de Villiers - Brett Schultz | - Mohammad Azharuddin (K) - Pravin Amre - Subroto Banerjee - Kapil Dev - Ajay Jadeja - Anil Kumble - Sanjay Manjrekar - Kiran More (wk) - Manoj Prabhakar - Venkatapathy Raju - Woorkeri Raman - Chetan Sharma - Ravi Shastri - Javagal Srinath - Sachin Tendulkar - Vijay Yadav (wk) |

## Tests

### Erster Test in Durban
| 13. – 17. November Scorecard | Durban | Südafrika 254 (103.4) & 176-3 (82) | – | Indien 277 (134) |
|                              |        | Remis                              |   |                  |

Indien gewann den Münzwurf und entschied sich als Feldmannschaft zu beginnen.

### Zweiter Test in Johannesburg
| 26. – 30. November Scorecard | Johannesburg | Südafrika 292 (110.5) & 252 (118.2) | – | Indien 227 (108) & 141-4 (82) |
|                              |              | Remis                               |   |                               |

Südafrika gewann den Münzwurf und entschied sich als Schlagmannschaft zu beginnen.

### Dritter Test in Port Elizabeth
| 26. – 29. Dezember Scorecard | Port Elizabeth | Indien 212 (95.5) & 215 (73)    | – | Südafrika 275 (138.4) & 155-1 (51.1) |
|                              |                | Südafrika gewinnt mit 9 Wickets |   |                                      |

Südafrika gewann den Münzwurf und entschied sich als Feldmannschaft zu beginnen.

### Vierter Test in Kapstadt
| 2. – 6. Januar Scorecard | Kapstadt | Südafrika 360-9d (171) & 130-6d (97) | – | Indien 276 (151.4) & 29-1 (14) |
|                          |          | Remis                                |   |                                |

Südafrika gewann den Münzwurf und entschied sich als Schlagmannschaft zu beginnen.

## One-Day Internationals

### Erstes ODI in Kapstadt
| 7. Dezember Scorecard | Kapstadt | Indien 184 (50)                 | – | Südafrika 185-4 (49.3) |
|                       |          | Südafrika gewinnt mit 6 Wickets |   |                        |

Indien gewann den Münzwurf und entschied sich als Schlagmannschaft zu beginnen.

### Zweites ODI in Port Elizabeth
| 9. Dezember Scorecard | Port Elizabeth | Indien 147 (49.4)               | – | Südafrika 148-4 (46.4) |
|                       |                | Südafrika gewinnt mit 6 Wickets |   |                        |

Indien gewann den Münzwurf und entschied sich als Schlagmannschaft zu beginnen.

### Drittes ODI in Centurion
| 11. Dezember Scorecard | Centurion | Südafrika 214-5 (50)         | – | Indien 215-6 (49.1) |
|                        |           | Indien gewinnt mit 4 Wickets |   |                     |

Indien gewann den Münzwurf und entschied sich als Feldmannschaft zu beginnen.

### Viertes ODI in Bangalore
| 13. Dezember Scorecard | Johannesburg | Indien 161-9 (50)               | – | Südafrika 165-4 (48.3) |
|                        |              | Südafrika gewinnt mit 6 Wickets |   |                        |

Südafrika gewann den Münzwurf und entschied sich als Feldmannschaft zu beginnen.

### Fünftes ODI in Bloemfontein
| 15. Dezember Scorecard | Bloemfontein | Indien 207-4 (50)               | – | Südafrika 208-2 (47.2) |
|                        |              | Südafrika gewinnt mit 8 Wickets |   |                        |

Südafrika gewann den Münzwurf und entschied sich als Feldmannschaft zu beginnen.

### Sechstes ODI in Durban
| 17. Dezember Scorecard | Durban | Südafrika 216-8 (50)          | – | Indien 177 (47.5) |
|                        |        | Südafrika gewinnt mit 39 Runs |   |                   |

Indien gewann den Münzwurf und entschied sich als Feldmannschaft zu beginnen.

### Siebtes ODI in East London
| 19. Dezember Scorecard | East London | Südafrika 203-8 (50)         | – | Indien 204-5 (47.2) |
|                        |             | Indien gewinnt mit 5 Wickets |   |                     |

Indien gewann den Münzwurf und entschied sich als Feldmannschaft zu beginnen.